# Próspero Mena
José Próspero Mena fue un abogado, político y gobernador de la Provincia de Tucumán en Argentina, durante el período de 1898 a 1901.

## Biografía
Nació el 4 de febrero de 1862, en el seno de una influyente y antigua familia tucumana, era quinto nieto de Ygnacio de Çelayarán y Ugarte, siendo hijo de Micaela Mena y Rocha. Por lo tanto, miembro de las familias más tradicionales de Tucumán. 
Cuando culminó el primer gobierno del teniente coronel Lucas Córdoba, fue designado como gobernador de Tucumán.
Durante su administración, se completó la colocación de las cañerías de las aguas corrientes, se iniciaron las obras del dique La Aguadita y los estudios encomendados al Ing. Anzorena, del dique El Cadillal. Se arregló la deuda pública proveniente del empréstito de 5 millones realizado por Lidoro Quinteros, quedando definitivamente el Banco de la Provincia como Institución de Crédito del Estado. Se llevaron a cabo numerosas obras públicas, entre otras el gimnasio escolar, locales de las comisarías seccionales; se canceló una deuda de 1,5 millón de pesos de la administración anterior, y al bajar del gobierno dejó la administración pagada al día.
Falleció en Tucumán, el 31 de agosto de 1921.